# Odynerus miserrimus
Odynerus miserrimus är en stekelart som beskrevs av Giordani Soika. Odynerus miserrimus ingår i släktet lergetingar, och familjen Eumenidae. Inga underarter finns listade i Catalogue of Life.